# Giacomo Filippo Spada
 (mai 2021).
Si vous disposez d'ouvrages ou d'articles de référence ou si vous connaissez des sites web de qualité traitant du thème abordé ici, merci de compléter l'article en donnant les références utiles à sa vérifiabilité et en les liant à la section « Notes et références ».
Giacomo Filippo Spada (mort à Venise en 1704) est un organiste et prêtre italien.

## Biographie
Élève du maestro Giambattista Volpe, il entre à la Cappella Marciana le 6 septembre 1675. Le 16 janvier 1678, il succède à son maître comme second organiste. Le 6 août 1690, il devient premier organiste de la basilique Saint-Marc.
Il est mort en 1704 à Venise.